# القوات الجوية النيجيرية
القوات الجوية النيجيرية ( Nigerian Airforce - NAF) هي الذراع الجوي للقوات المسلحة النيجيرية. وهي أصغر فرع من القوات المسلحة النيجيرية. وهي واحدة من أكبر القوات الجوية في إفريقيا، حيث تتألف من أكثر من 18,000 فرد اعتبارًا من عام 2021  و تشمل طائراتها 9 طائرات تشنغدو إف-7 ، و11 طائرة داسو-دورنير ألفا ، وثلاث طائرات جي إف-17 ثاندر بلوك 2 و12 طائرة إمبراير إي إم بي 314 سوبر توكانو. طائرات، 24 طائرة إلينيا إرماتشي إم-346 ماستر، وطائرات هليكوبتر هجومية، وطائرات بدون طيار هجومية مسلحة، وطائرات نقل عسكرية.

## تاريخ
على الرغم من اقتراح إنشاء قوة جوية في عام 1958، إلا أن العديد من المشرعين فضلوا الاعتماد على المملكة المتحدة للدفاع الجوي. ولكن أثناء عمليات حفظ السلام في الكونغو وتنجانيقا، لم يكن لدى الجيش النيجيري وسائل نقل جوي خاصة به، وعلى هذا بدأت الحكومة في تجنيد طلاب لتدريب الطيارين في بلدان أجنبية مختلفة في عام 1962. فتم تدريب العشرة الأوائل من قبل القوات الجوية المصرية. .[بحاجة لمصدر]

### الستينيات
تأسست القوات الجوية النيجيرية رسميًا في 18 أبريل 1964، مع اعتماد قانون القوات الجوية لعام 1964 من قبل الجمعية الوطنية. وينص القانون على أن "القوات الجوية النيجيرية هي المكلفة بالدفاع عن الجمهورية الاتحادية جواً، ولتنفيذ ذلك، يجب تدريب الأفراد على مثل هذه الواجبات جواً وبراً". تم تشكيل القوات الجوية النيجيرية بمساعدة فنية من ألمانيا الغربية آنذاك. وبدأت القوات الجوية حياتها كوحدة نقل مع أول طاقم جوي تم تدريبه مع القوات الجوية الإثيوبية، وتدريب الدفعة الثانية من القوات في فبراير 1963 مع القوات الجوية الملكية الكندية، كما تم تدريب أخرى من قبل القوات الجوية الهندية. 

### السبعينيات
في يوليو عام 1971، قدّر المعهد الدولي للدراسات الاستراتيجية أن لدى القوات الجوية النيجيرية 7000 فرد و32 طائرة مقاتلة: ستة قاذفات قنابل متوسطة من طراز إليوشن إيل-28، وثمانية طائرات ميغ-17، وثمانية طائرات تدريب نفاثة من طراز آيرو إل-29 دلفين، و10 طائرات تدريب من طراز بي-149دي. وشملت الطائرات الأخرى ستة طائرات مروحية من طراز C-47 و 20 طائرة من طراز Do-27 / 28 وثماني طائرات هليكوبتر من طراز ويستلاند وايرل ويند (هليكوبتر) وإيروسباسيال ألويت 2 .

### الثمانينيات
اعتبارًا من عام 1984، تم تسليم وتشغيل 18 مقاتلة من طراز جاغوار في ماكوردي بولاية بنوي. تقاعدوا في عام 1991. اشترت نيجيريا 24 طائرة تدريب نفاثة مسلحة من طراز آيرو إل-39 ألباتروس في الفترة 1986-1987، بعد أن تقاعد أسطولها من طائرات آيرو إل 21 التي تم تبرع بها للقوات الجوية لجمهورية غانا في بداية عمليات مجموعة المراقبة لغرب إفريقيا (ECOMOG) في ليبيريا. لم يتم تنفيذ محاولة لاحقة لتوسيع الأسطول من خلال الحصول على 27 طائرة أخرى في عام 1991.

### العقد الأول من القرن الحادي والعشرين
في عام 2005، تحت حكومة الرئيس أولوشيغون أوباسانجو، خصص البرلمان النيجيري 251 مليون دولار أمريكي لشراء 15 طائرة مقاتلة من طراز تشنغدو إف-7 من الصين. وتضمنت الصفقة 12 طائرة مقاتلة ذات مقعد واحد من طراز ف 7 ن ي، و3 طائرات تدريب ذات مقعدين من طراز فت - 7 ني. تتضمنت الحزمة البالغة 251 مليون دولار 220 مليون دولار لشراء 15 طائرة، بالإضافة إلى 32 مليون دولار للأسلحة، وقذائف PL-9 التدريبية، والصواريخ غير الموجهة، و250/500 قنابل كجم. تم تدريب طياري القوات الجوية النيجيرية الرائدين على الطائرة في الصين في عام 2008، بينما بدأ تسليم الطائرة في عام 2009. ومع ذلك، كان اختيار الحصول على طائرات F-7 جديدة تمامًا يعتبر أكثر فعالية من حيث التكلفة. تسببت نيجيريا أيضًا في تعديل نسختها من الطائرة F7، بما في ذلك تركيب بعض المعدات الغربية وإلكترونيات الطيران، ومن ثَم تسميتها الرسمية باسم "F7-Ni" لتشير إلى أن نسختها تختلف في بعض النواحي عن الطائرة الصينية النموذجية F-7. وبالرغم من هذه الصفقة، تم إيقاف أسطولها من طائرات MiG 21 لاحقًا. حصلت الحكومة الاتحادية النيجيرية بموجب نفس الإعفاء على بعض طائرات إيه تي آر لمراقبة المياه لصالح القوات الجوية النيجيرية، والتي صنعتها شركة EADS و Finmeccania / Alenia Aeronautica، مما عزز قدرة الخدمة على تنفيذ مهام استخبارات ومراقبة واستطلاع واسعة النطاق (ISR) على الأرض والبعيدة. في البحر.

### في العقد الثاني من القرن الحادي والعشرين
قامت القوات الجوية النيجيرية بتصميم وبناء أول مسيرة محلية الصنع، "غولما"، والتي كشف عنها الرئيس السابق غودلاك جوناثان في كادونا، الذي قال إن "غولما" ستكون مفيدة في التصوير الجوي ورسم الخرائط، والاتصالات، ومراقبة الطقس. ووفقا له، أصبحت المسيرات أداة مهمة في التغطية الإخبارية، والرصد البيئي، والتنقيب عن النفط والغاز. 
في 15 أكتوبر 2019، قامت القوات الجوية النيجيرية بتوظيف ملازم طيران كفايات ساني كأول طيّارة طائرة مقاتلة وأول طيارة مروحية قتالية الملازم تولولوبي أروتيل. وكانا من بين ثلاثة عشر طيارًا آخرين مجنحين أيضًا في نفس اليوم.  

## هيكل
تحتوي القوات الجوية النيجيرية على مقر للخدمة، و6 فروع أركان رئيسية، و4 وحدات تقارير مباشرة، و4 قيادات للعمليات. 
القيادة الجوية التكتيكية للقوات الجوية النيجيرية (TAC)، والتي تتخذ من ماكوردي مقرها الرئيسي، هي المسؤولة عن تفسير وتنفيذ ومراقبة الخطط التشغيلية للقوات الجوية النيجيرية.
- 33 المجموعة اللوجستية (33 سجل)، مكوردي [7]
- 35 مجموعة الخدمة الأساسية (35 BSG)، مكوردي
- 45 مستشفى القوات الجوية النيجيرية، مكوردي
- 47 مستشفى القوات الجوية النيجيرية، يولا
- 64 مجموعة الدفاع الجوي (ADG) القوات الجوية النيجيرية، ماكوردي
- 65 العمليات الأمامية (65 فوب) باداجري
- 75 المجموعة الضاربة (75 إس تي جي)، يولا
- 79 المجموعة المركبة (73 CG)، مايدوجوري
- 81 المجموعة الجوية البحرية (81 AMG)، بنين
- 97 مجموعة العمليات الخاصة (97 SOG)، بورت هاركورت
- 99 مجموعة التدريب على القتال الجوي (99 ACTG)، كينجي

### الأسطول الجوي الرئاسي
تندرج تحت قيادة القوات الجوية النيجيرية أيضًا الأسطول الجوي للرئيس، فضلاً عن كبار الشخصيات الحكومية والأجنبية الأخرى. ويضم الأسطول 10 طائرات متنوعة ذات أجنحة ثابتة ودوارة.  ووفقا للحكومة، هناك 10 طائرات في الأسطول، تشمل طائرتين من طراز أغستاوستلاند إيه دبليو 189 وداسو فالكون 7 إكس، بالإضافة إلى طائرة واحدة من كل من بومباردييه تشالنجر 600 وبوينغ بيزنس جت وداسو فالكون 900 وهوكر 4000 وGulfstream G500 وغلف ستريم جي 550. يقع الأسطول في الجناح الرئاسي لمطار نامدي أزيكيوي الدولي.

### المفارز والأجنحة وقواعد العمليات الأمامية
قيادة تدريب القوات الجوية النيجيرية، التي تقع في مطار كادونا القديم، هي المسؤولة عن تدريب المجندين وطاقم الدعم الأرضي والفنيين.  
- 301 مدرسة تدريب الطيران، كادونا
- 303 مدرسة تدريب الطيران، كانو
- 305 مجموعة طائرات الهليكوبتر، إينوجو.
- 325 مركز التدريب الأرضي، كادونا
- 330 محطة القوات الجوية النيجيرية، جوس
- 333 المجموعة اللوجستية (333 BSG)، كادونا
- 335 مجموعة الخدمات الأساسية (335 BSG)، كادونا
- 337 مجموعة الخدمة الأساسية (337 BSG)، إينوجو
- 339 مجموعة الخدمة الأساسية (339 BSG)، كانو
- 345 مستشفى الخدمات الطبية الجوية، كادونا
- 347 مستشفى القوات الجوية النيجيرية، جوس
- 349 مستشفى القوات الجوية النيجيرية، كانو
- مشروع مركز طب الطيران، كادونا

القيادة اللوجستية للقوات الجوية النيجيرية مقرها في إيكيجا، بولاية لاغوس، هي مكلفة بالحصول على المعدات وصيانتها والحفاظ عليها في حالة الاستعداد التشغيلي وبأقل تكلفة تتفق مع متطلبات مهمة القوات الجوية النيجيرية.
- مستودع صيانة الطائرات401 (401 ACMD)، إيكيجا، داخل مطار مورتالا محمد الدولي
- مستودع الصيانة الإلكترونية 403 (403EMD) ششا
- مستودع التسلح المركزي405 (405 دولار كندي)، مكوردي
- مستودع توريد المعدات407 (407 ESD)، القوات الجوية النيجيرية إيكيجا
- مجموعة الخدمة الأساسية 435 (435 BSG)، إيكيجا
- مستشفى القوات الجوية النيجيرية 445، إيكيجا

### عمليات خاصة
قيادة العمليات الخاصة للقوات الجوية النيجيرية (SOC)، لها مقرها في ولاية باوتشي.  
- المجموعة المركبة، باوتشي201، ولاية باوتشي
- مجموعة 205 للبحث والإنقاذ القتالية، كيرانج، ولاية الهضبة
- مجموعة 207 للاستجابة السريعة، جوساو، ولاية زامفارا
- مجموعة 209 للاستجابة السريعة، إيبيتو إيجيشا ، ولاية أوسون
- مجموعة الاستجابة السريعة 211، أويري، ولاية إيمو
- جناح الاستجابة السريعة 21، أجاتو ، ولاية بينو
- جناح 22 للاستجابة السريعة، دوما، ولاية نصراوة
- جناح 23 للاستجابة السريعة، جيمبو، ولاية تارابا

## قواعد
- قاعدة القوات الجوية النيجيرية أبوجا - (مقرها داخل مطار نامدي أزيكيوي الدولي ، أبوجا )
- قاعدة القوات الجوية النيجيرية فيبنين – ولاية إيدو
- قاعدة القوات الجوية النيجيرية في إنوغو (مقرها داخل مطار أكانو إبيام الدولي ) - ولاية إينوجو
- قاعدة القوات الجوية النيجيرية في إيبيتو إيجيشا – ولاية أوسون
- قاعدة القوات الجوية النيجيرية جوس - ولاية الهضبة
- قاعدة القوات الجوية النيجيرية في هو مطار كادونا القديم - ولاية كادونا
- قاعدة القوات الجوية النيجيرية في كانو (مقرها داخل مطار مالام أمينو كانو الدولي ) - ولاية كانو
- قاعدة القوات الجوية النيجيرية في مايدوغوري - ولاية بورنو
- قاعدة القوات الجوية النيجيرية ماكوردي (مقرها داخل مطار ماكوردي ) - ولاية بينو
- قاعدة القوات الجوية النيجيريةمينا (مقرها داخل مطار مينا ) - ولاية النيجر
- قاعدة القوات الجوية النيجيرية فيبورت هاركورت - ولاية ريفرز
- قاعدة القوات الجوية النيجيرية في كينجي - ولاية النيجر
- قاعدة القوات الجوية النيجيرية في شاشا - ولاية لاغوس
- قاعدة القوات الجوية النيجيرية فس سام إيتيم - ولاية لاغوس
- قاعدة القوات الجوية النيجيرية في يولا - ولاية أداماوا
- قاعدة القوات الجوية النيجيرية في كاتسينا - ولاية كاتسينا
- قاعدة القوات الجوية النيجيرية في ماندو - ولاية كادونا
- قاعدة القوات الجوية النيجيرية في أنجوان - ولاية كادونا

### المخزون الحالي

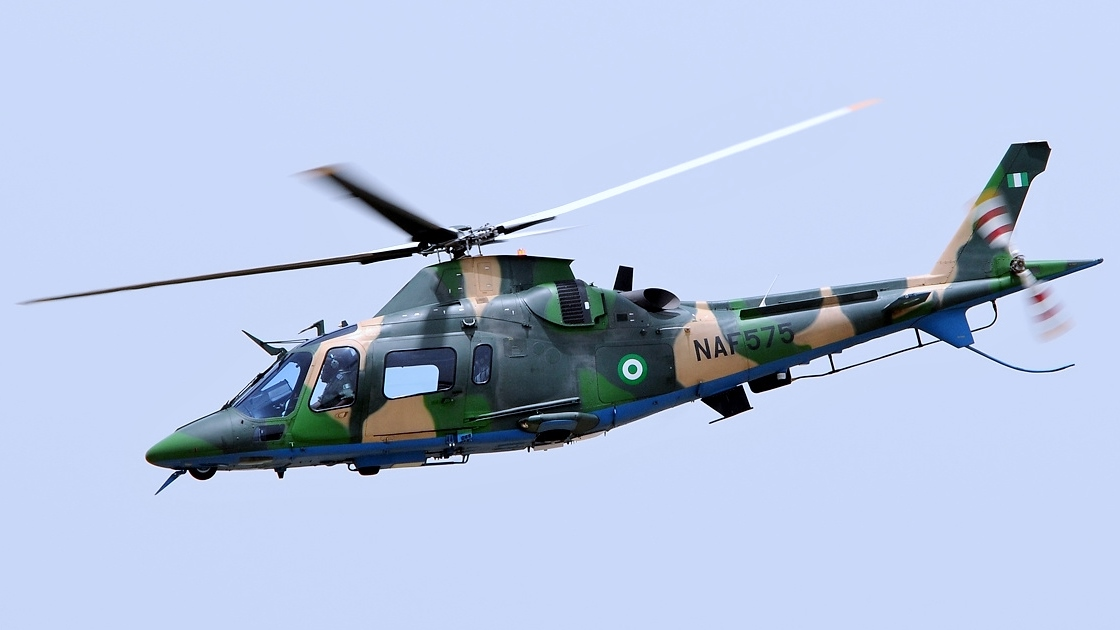
مروحية AW109

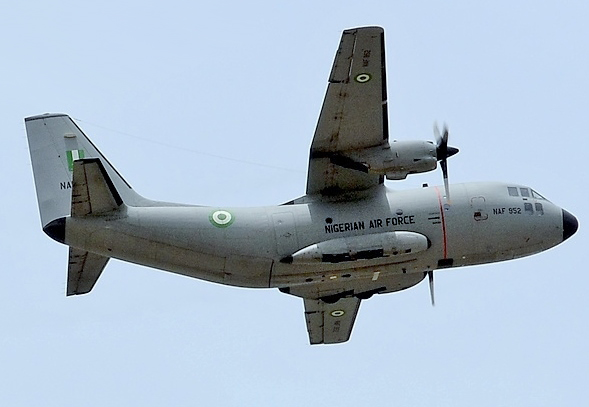
طائرة ناف ألينيا جي-222

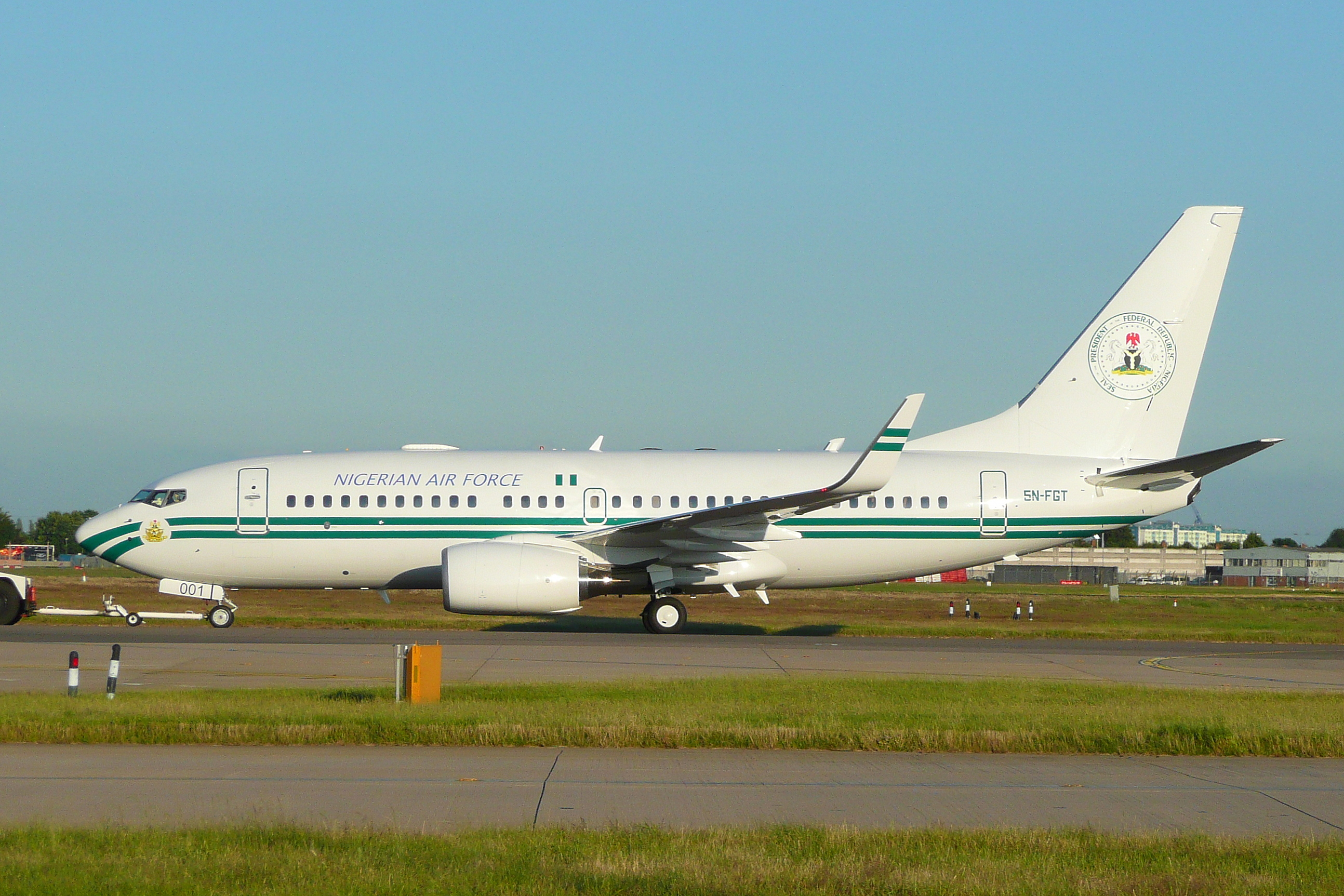
طائرة بوينغ 737 لنقل كبار الشخصيات

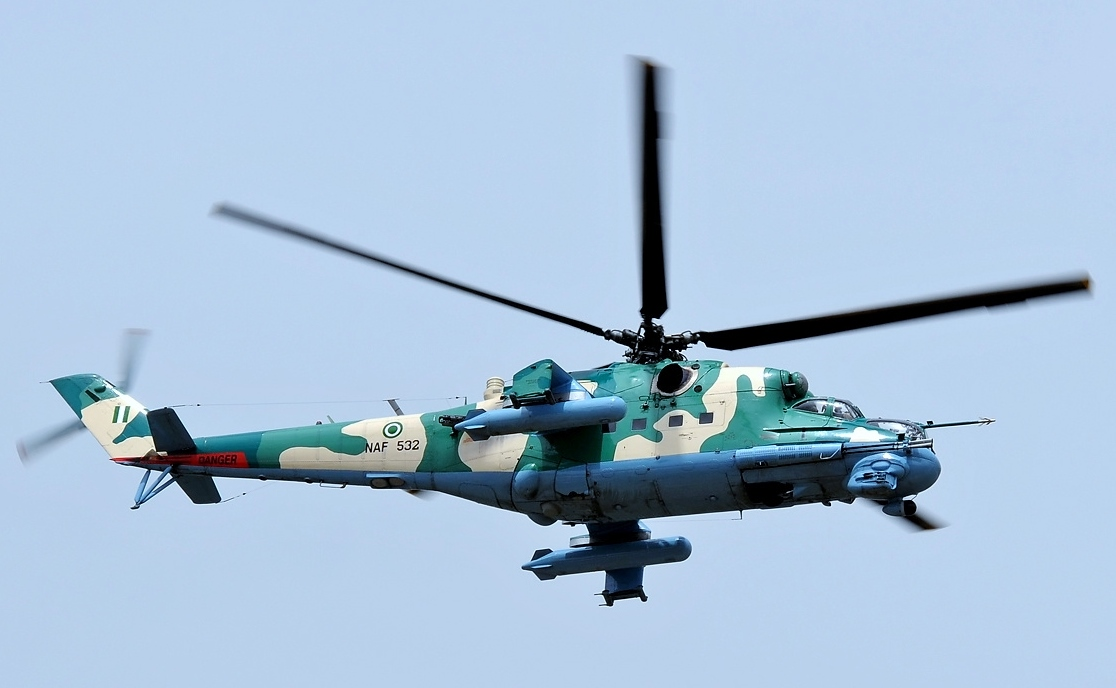
نيجيرية من طراز Mil Mi-35P

## هيكل الرتبة

### رتب الضباط
شارات رتبة الضباط.
          

### مراتب أخرى
شارات رتبة ضباط الصف والأفراد المجندين.

## روابط خارجية
- الموقع الرسمي